# Gremjacsinszk
Gremjacsinszk (oroszul: Гремячинск) város Oroszország Permi határterületén, a Gremjacsinszki önkormányzati járás székhelye. A 20. század második felében bányászváros.
Lakossága: 10 752 fő (a 2010. évi népszámláláskor).

## Fekvése
A Permi határterület északkeleti részén, Permtől 176 km-re északkeletre, a Gremjacsja folyó mentén terül el. Vasútállomás (Bászkaja) a Csuszovoj–Szolikamszk vasútvonalon. A városon vezet át az Urál nyugati előterének településeit összekötő észak-déli irányú Kungur–Csuszovoj–Szolikamszk országút.  

## Története
A második világháború idején, miután a Donyec szénmedence bányáit elfoglalták a német csapatok, sürgősen szénre volt szükség a haditermelésre átállított uráli üzemekben. A települést a kizeli szénmedence helyi bányáinak nyitásakor, 1941-ben hozták létre. A bányák nyitását, a szén kitermelését, a bányásztelepülés építését egyaránt a Gulag foglyai, a „kuláktalanítás” során kitelepítetteket, illetve német hadifoglyok végezték. Közülük került ki a település lakosságának egy része. Az első bányában 1942 végén kezdődött meg a termelés, azután 1944-ig további hat bányát nyitottak. 1949-ben a település városi rangot kapott.
Az 1960-as években a szénbányászat gazdaságtalanná kezdett válni, a kitermelés csökkent. Az 1970-es években néhány új vállalatot: gépgyárat, kötöttárugyárat építettek, ezekkel sikerült új munkahelyeket teremteni. Az utolsó bányákat az 1990-es években zárták be. Napjainkban a város legfontosabb ipari létesítménye a Tyumeny–Polock távolsági földgázvezeték itt létesített kompresszorállomása.